# José Pereira de Santana

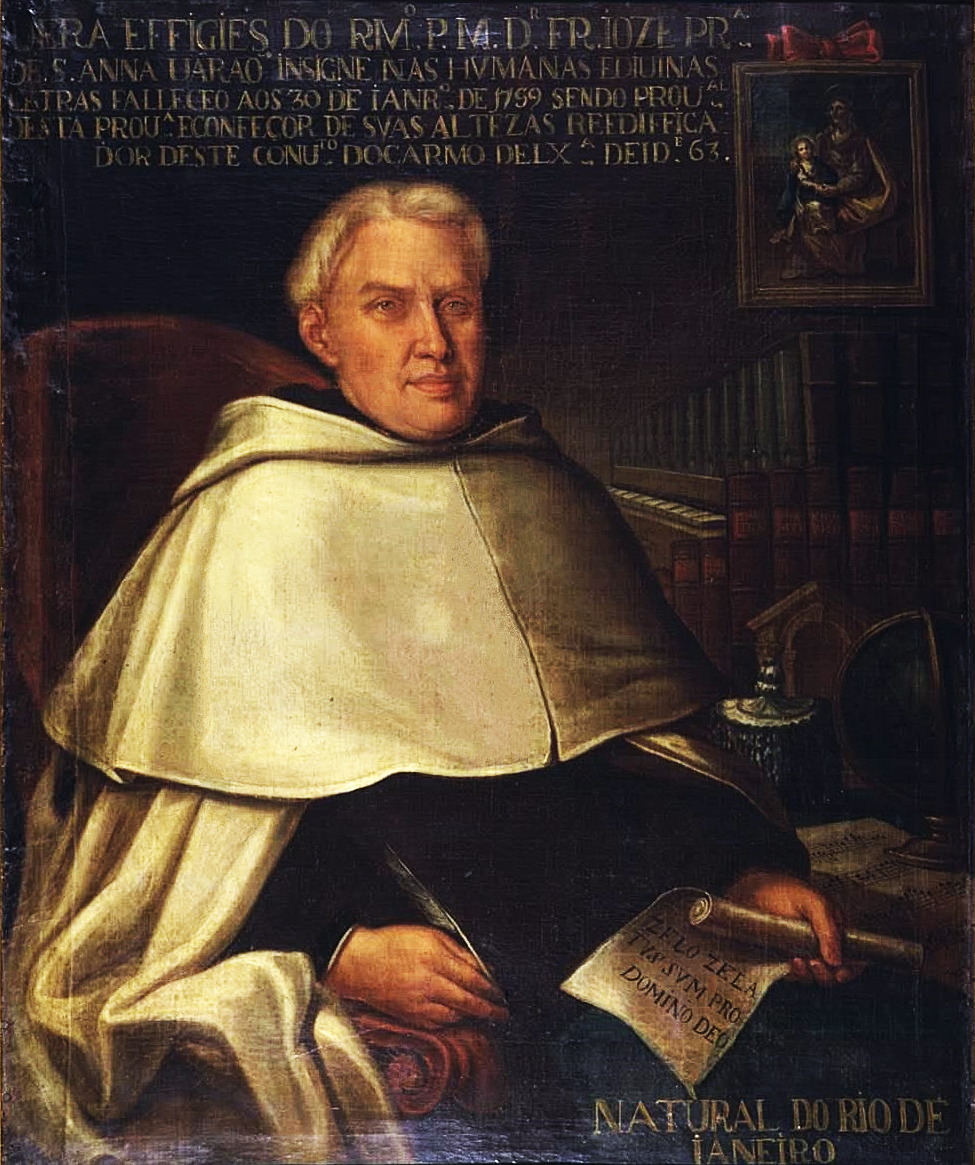
Frei José Pereira de Santana, Arquivo Nacional da Torre do Tombo

Frei José Pereira de Santana, OCarm, nome religioso de José Pereira de Sá Bacan (Rio de Janeiro, 4 de fevereiro de 1694 – Salvaterra de Magos, 31 de janeiro de 1759) foi um clérigo carmelita português.
José Pereira de Sá Bacan nasceu em 1694, na freguesia da Candelária, no Rio de Janeiro, no Estado do Brasil, filho de Simão Pereira de Sá e Ana Bocan, ele um ourives natural de 
Lisboa e ela do Rio de Janeiro com ascendência francesa; o casal teve outro filho, irmão mais novo de José, homónimo do pai.
José Pereira realizou os estudos gerais no Colégio dos Padres Jesuítas no Rio de Janeiro, tendo sendo posteriormente encaminhado para o Carmo do Rio, onde professou as ordens maiores entre 1716 e 1717. Em 1725, obteve o grau de Doutor em Teologia pela Universidade de Coimbra.
Em 1736, prestou juramento como Qualificador do Tribunal do Santo Ofício. Escreveu Crónica dos Carmelitas da Antiga e Regular Observância nestes Reinos de Portugal, Algarves e Seus Domínios, publicada em 1745, que lhe valeu a deferência de ser indicado pelos seus confrades como cronista perpétuo da Ordem, em 1748. Em 1750, foi designado pelo rei D. José I para exercer as funções de confessor e mestre da Princesa da Beira e das Infantas suas irmãs. Desde 1755, e até à sua morte, ocupou o cargo de Provincial do Carmo de Lisboa.